# Manœuvre en position centrale

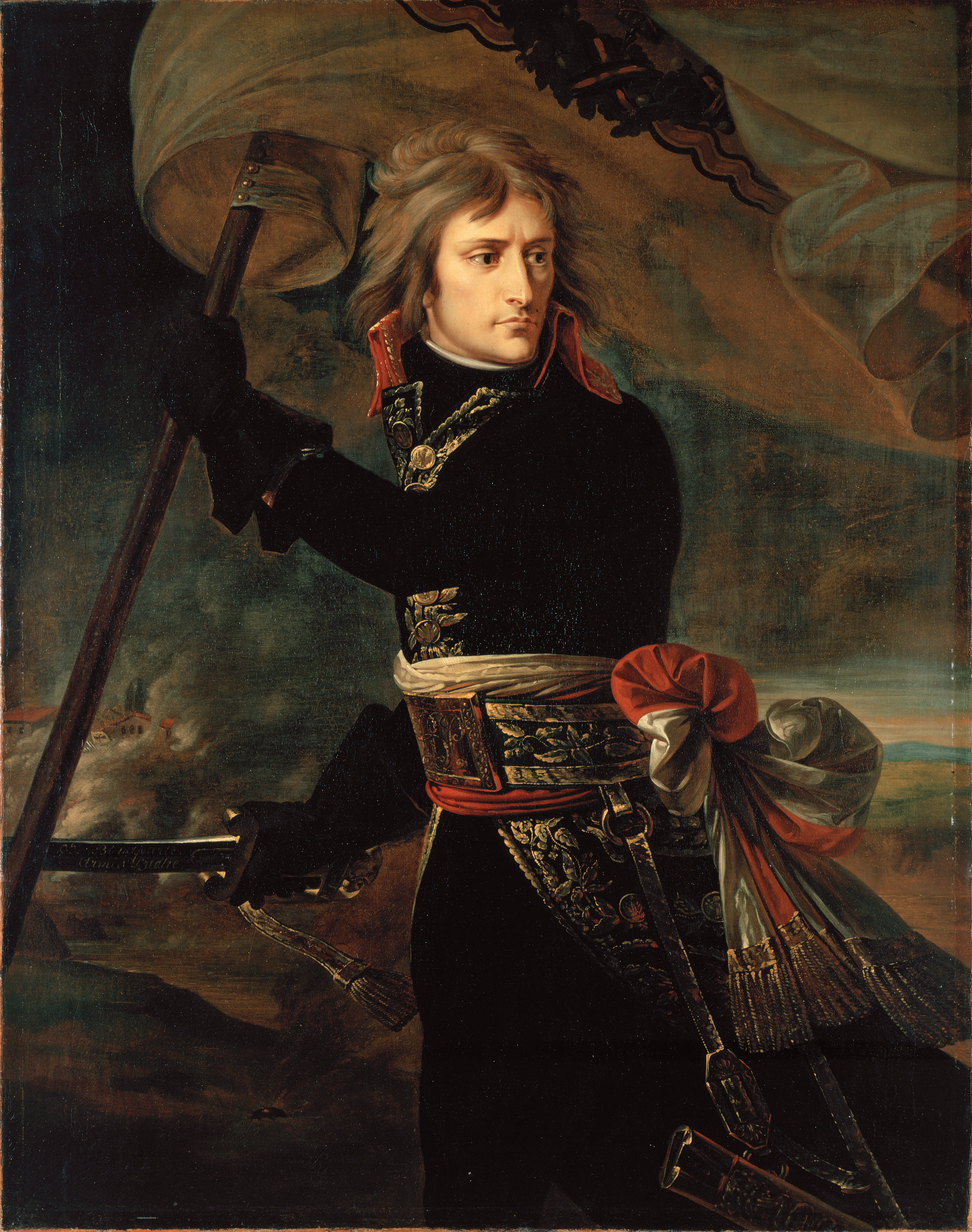
Napoléon Bonaparte utilise la position centrale à plusieurs reprises durant la campagne d'Italie (1796-1797).

La manœuvre en position centrale est une stratégie opérationnelle, notamment utilisée par Napoléon dans les guerres napoléoniennes,,. Elle consiste à profiter de la division de l'armée ennemie en plusieurs forces pour se placer en position centrale (à distance égale entre chacune de ces forces) de façon à les empêcher de faire jonction et battre successivement et séparément chacune d'elles. Souvent, la première composante est immobilisée à l'aide d'un corps secondaire pendant que le corps principal tente de détruire la seconde composante avant de se retourner contre la première. Cette manœuvre permet de remporter une victoire en infériorité numérique. On en distingue deux types : offensive, lorsque la liberté de mouvement est garantie et défensive lorsque les mouvements sont contraints par la défense d'une place ou d'un point particulier,.
A l'instar de la manœuvre sur les arrières, elle est théorisée dans la seconde moitié du XIXe siècle par le général Hubert Camon.

## Exemples historiques

### Guerres prénapoléoniennes

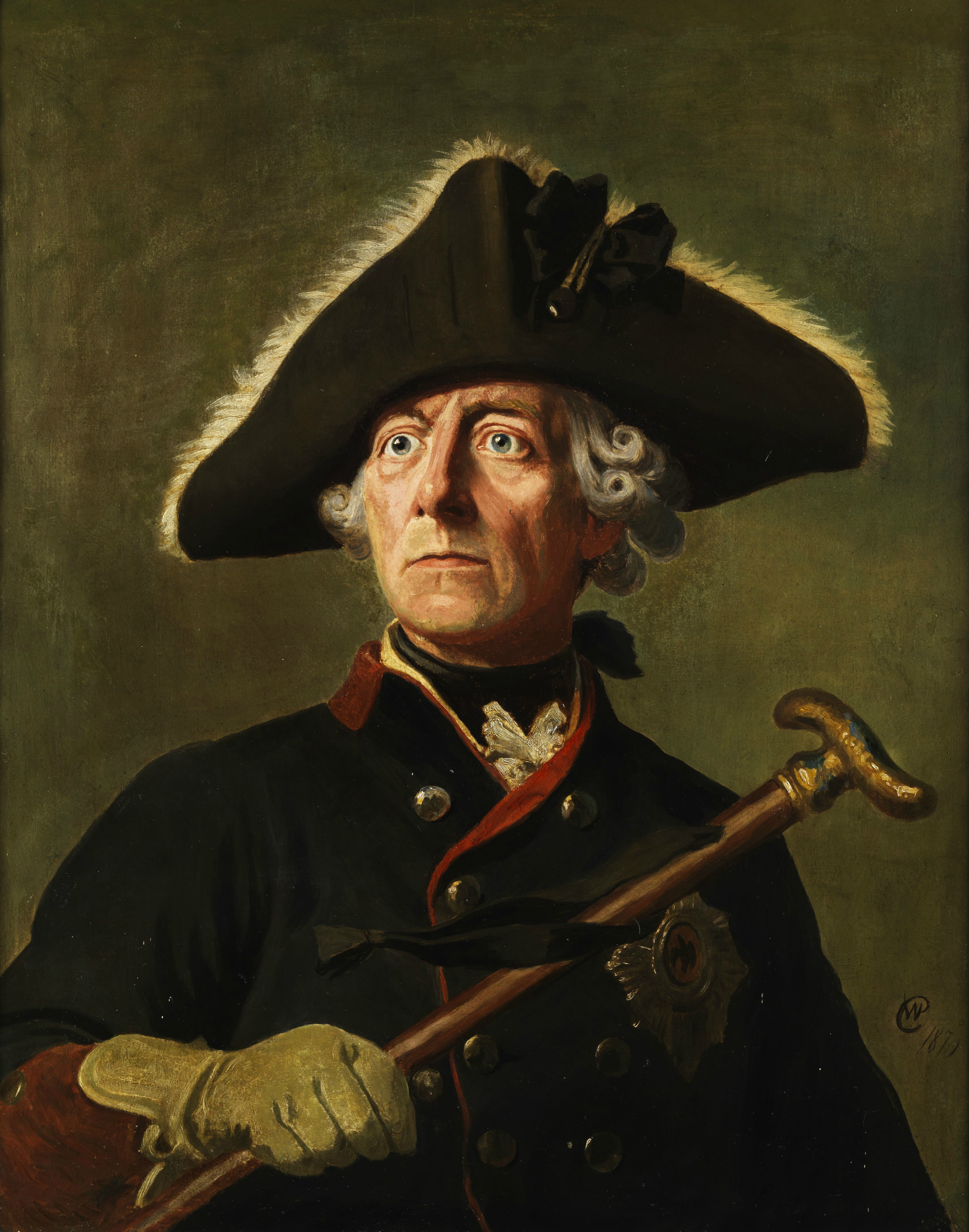
Frédéric II le Grand.

Lors de la bataille de Blenheim (1704), le duc de Marlborough et son allié le prince Eugène de Savoie, se rendant compte que les Français étaient faibles au centre, concentrèrent d'abord leurs attaques sur les ailes. Lorsque le maréchal Tallard, le commandant français, affaiblit davantage sa position centrale pour renforcer les villages fortifiés sur les ailes de sa position, Marlborough lança une attaque gagnante à travers le centre.
Les guerres de Silésie constituent également un exemple très célèbre de position centrale. Après avoir utilisé cette stratégie à la guerre de Succession d'Autriche, Frédéric le Grand, roi de Prusse, réitère en 1757 durant la guerre de Sept Ans. En position de large infériorité numérique face aux autrichiens, aux français et aux russes qui l'encerclent, il se place en position centrale. Il bat les Français à un contre deux (bataille de Rossbach) puis les autrichiens à un contre trois (bataille de Leuthen).

### Napoléon
Napoléon utilise massivement la position centrale face aux autrichiens durant la première campagne d'Italie (1796-1797),,, un succès aussi inattendu que total. C'est le cas à Montenotte ou à Castiglione. Cette manœuvre connaît moins de succès durant la campagne de Belgique (1815). Bien que réussie aux batailles de Ligny et des Quatre Bras, elle échoue à la bataille de Waterloo, et Napoléon est vaincu parce qu'il n'est pas en mesure d'empêcher la jonction des forces britanniques et hollandaises du duc de Wellington avec les forces prussiennes de Blücher. Elle est également utilisée durant la campagne de France (1814) à Champaubert, toujours par Napoléon.

### Guerres modernes
Pendant la Seconde Guerre mondiale, Rommel a maintenu une position centrale sur la ligne Mareth entre les forces alliées en Tunisie et en Libye.